# Jonna Adlerteg
Jonna Eva-Maj Adlerteg (* 6. Juni 1995 in Västerås, Västmanland) ist eine schwedische Turnerin.
Sie belegte bei den Olympischen Jugend-Sommerspielen 2010 in Singapur im Stufenbarren-Finale den dritten Platz.
Bei ihrer Teilnahme an den Olympischen Spielen 2012 in London kam sie nicht unter die besten zwanzig.
Bei den Europameisterschaften 2013 in Moskau belegte Jonna Adlerteg im Stufenbarren-Finale den zweiten Platz hinter Alija Mustafina aus Russland.
Aufgrund eines Meniskus-Risses konnte sie nicht an den Olympischen Spielen 2016 in Rio de Janeiro teilnehmen.